# Wassen (maan)
Het wassen van de maan is het toenemen van het door de zon verlichte deel van het maanoppervlak vanuit de aarde gezien. "Wassen" is een synoniem voor "groeien".
De vier maanfasen worden verbonden door wassen en afnemen van de maan. Van nieuwe maan tot volle maan wast de maan, terwijl ze van volle maan tot nieuwe maan afneemt.